# Alienator
Alienator es una película estadounidense de 1990 dirigida por Fred Olen Ray y protagonizada por Jan-Michael Vincent, John Phillip Law, Ross Hagen.

## Argumento
En los límites del universo hay una prisión espacial, en la que todo está preparado para ejecutar al asesino más desalmado de la galaxia. Es autor de innumerables muertes, incluidos varios miembros de la familia del Comandante, el responsable del centro penitenciario. Sin embargo Kol consigue escapar a bordo de una pequeña nave aprovechandose de un despiste. El Comandante, furioso, decide poner sobre su pista a Alienator, una unidad androide indestructible y sin reglas que es un cazador implacable. El rastro le conduce a la Tierra.

## Reparto
| Actor               | Papel      |
| ------------------- | ---------- |
| Jan-Michael Vincent | Comandante |
| John Phillip Law    | Armstrong  |
| Ross Hagen          | Kol        |
| Teagan Clive        | Alienator  |
| Jesse Dabson        | Benny      |
| Dawn Wildsmith      | Caroline   |
| P. J. Soles         | Tara       |

## Producción
Para hacer los exteriores de la prisión espacial en este film, se utilizaron escenarios que ya se usaron para las series UFO (1970) y Espacio 1999 (1975).

## Recepción
Hoy en día la película ha sido valorada en portales cinematográficos. En IMDb, con unos 1800 votos registrados, el filme obtiene una media ponderada de 3,2 sobre 10. En cuanto a Rotten Tomatoes, los más de 100 votos registrados le dieron allí una valoración media de 1,9 de 5.